# Saison 1992-1993 de la LHJMQ
Saison précédente Saison suivante
La saison 1992-1993 est la vingt-quatrième saison de hockey sur glace de la Ligue de hockey junior majeur du Québec. Les Faucons de Sherbrooke terminent la saison régulière au premier rang du classement général, remportant ainsi le trophée Jean-Rougeau. Le Titan de Laval gagne sa troisième Coupe du président en battant en finale les Faucons de Sherbrooke.

## Contexte
La ligue inaugure le trophée Ron-Lapointe remis à l'entraîneur de l'année et la plaque Karcher remis à la personne de la LHJMQ avec la plus grosse implication dans la communauté. Les Draveurs de Trois-Rivières déménagent à Sherbrooke pour devenir les Faucons de Sherbrooke.

## Saison régulière

### Classement
| Clt | Équipe                      | PJ | V  | D  | N | BP  | BC  | Pts |
| --- | --------------------------- | -- | -- | -- | - | --- | --- | --- |
| 1   | Faucons de Sherbrooke       | 70 | 44 | 20 | 6 | 302 | 241 | 94  |
| 2   | Tigres de Victoriaville     | 70 | 43 | 26 | 1 | 358 | 296 | 87  |
| 3   | Saguenéens de Chicoutimi    | 70 | 38 | 29 | 3 | 342 | 321 | 79  |
| 4   | Voltigeurs de Drummondville | 70 | 39 | 30 | 1 | 353 | 303 | 73  |
| 5   | Cataractes de Shawinigan    | 70 | 19 | 46 | 5 | 262 | 357 | 43  |
| 6   | Harfangs de Beauport        | 70 | 17 | 51 | 2 | 243 | 349 | 36  |

| Clt | Équipe                     | PJ | V  | D  | N | BP  | BC  | Pts |
| --- | -------------------------- | -- | -- | -- | - | --- | --- | --- |
| 1   | Titan de Laval             | 70 | 43 | 25 | 2 | 367 | 277 | 88  |
| 2   | Olympiques de Hull         | 70 | 40 | 28 | 2 | 296 | 268 | 82  |
| 3   | Lynx de Saint-Jean         | 70 | 35 | 32 | 3 | 282 | 276 | 73  |
| 4   | Collège français de Verdun | 70 | 34 | 34 | 2 | 286 | 279 | 70  |
| 5   | Laser de Saint-Hyacinthe   | 70 | 29 | 37 | 4 | 312 | 320 | 62  |
| 6   | Bisons de Granby           | 70 | 23 | 46 | 1 | 288 | 414 | 47  |

- En gras et en italique : champion de la saison régulière
- En gras : champion de division
- En italique : qualifié pour les séries éliminatoires

### Meilleurs pointeurs
| Joueur               | Équipe                            | PJ | B  | A  | Pts | Pun |
| -------------------- | --------------------------------- | -- | -- | -- | --- | --- |
| René Corbet          | Drummondville                     | 63 | 79 | 69 | 148 | 143 |
| Ian Laperrière       | Drummondville                     | 60 | 44 | 96 | 140 | 188 |
| Alexandre Daigle     | Victoriaville                     | 53 | 45 | 92 | 137 | 85  |
| Martin Gendron       | Saint-Hyacinthe                   | 63 | 73 | 61 | 134 | 44  |
| Claude Savoie        | Victoriaville                     | 67 | 70 | 61 | 131 | 113 |
| Éric Veilleux        | Laval                             | 70 | 55 | 70 | 125 | 100 |
| Michel Saint-Jacques | Chicoutimi                        | 59 | 53 | 67 | 120 | 51  |
| Matthew Barnaby      | Beauport, Verdun et Victoriaville | 65 | 44 | 67 | 111 | 448 |
| Martin Tanguay       | Verdeun, Beauport et Saint-Jean   | 72 | 53 | 68 | 111 | 78  |
| Stéphane St. Amour   | Saint-Jean et Chicoutimi          | 66 | 45 | 64 | 109 | 48  |
| Bruno Villeneuve     | Hull                              | 70 | 42 | 53 | 95  | 68  |

## Séries éliminatoires
Les quatre meilleures équipes de chaque division jouent les séries éliminatoires à l'issue desquelles l'équipe vainqueur remporte la Coupe du président.
|  | Quarts de finale      | Quarts de finale            | Quarts de finale            | Quarts de finale            |                       |                       | Demi-finales      | Demi-finales      | Demi-finales      | Demi-finales      |  |  | Finale               | Finale               | Finale               | Finale               |
|  |                       |                             |                             |                             |                       |                       |                   |                   |                   |                   |  |  |                      |                      |                      |                      |
|  | Du 26 mars au 2 avril | Du 26 mars au 2 avril       | Du 26 mars au 2 avril       | Du 26 mars au 2 avril       |                       |                       | Du 11 au 22 avril | Du 11 au 22 avril | Du 11 au 22 avril | Du 11 au 22 avril |  |  | Du 27 avril au 7 mai | Du 27 avril au 7 mai | Du 27 avril au 7 mai | Du 27 avril au 7 mai |
|  | Du 26 mars au 2 avril | Du 26 mars au 2 avril       | Du 26 mars au 2 avril       | Du 26 mars au 2 avril       |                       |                       | Du 11 au 22 avril | Du 11 au 22 avril | Du 11 au 22 avril | Du 11 au 22 avril |  |  | Du 27 avril au 7 mai | Du 27 avril au 7 mai | Du 27 avril au 7 mai | Du 27 avril au 7 mai |
|  | L1                    | Faucons de Sherbrooke       | 4                           | 4                           |                       |                       | Du 11 au 22 avril | Du 11 au 22 avril | Du 11 au 22 avril | Du 11 au 22 avril |  |  | Du 27 avril au 7 mai | Du 27 avril au 7 mai | Du 27 avril au 7 mai | Du 27 avril au 7 mai |
|  | L1                    | Faucons de Sherbrooke       | 4                           | 4                           |                       |                       | Du 11 au 22 avril | Du 11 au 22 avril | Du 11 au 22 avril | Du 11 au 22 avril |  |  | Du 27 avril au 7 mai | Du 27 avril au 7 mai | Du 27 avril au 7 mai | Du 27 avril au 7 mai |
|  | L3                    | Saguenéens de Chicoutimi    | 0                           | 0                           |                       |                       | Du 11 au 22 avril | Du 11 au 22 avril | Du 11 au 22 avril | Du 11 au 22 avril |  |  | Du 27 avril au 7 mai | Du 27 avril au 7 mai | Du 27 avril au 7 mai | Du 27 avril au 7 mai |
|  | L3                    | Saguenéens de Chicoutimi    | 0                           | 0                           | Faucons de Sherbrooke | Faucons de Sherbrooke | 4                 | 4                 |                   |                   |  |  | Du 27 avril au 7 mai | Du 27 avril au 7 mai | Du 27 avril au 7 mai | Du 27 avril au 7 mai |
|  | Du 26 mars au 6 avril |                             |                             |                             | Faucons de Sherbrooke | Faucons de Sherbrooke | 4                 | 4                 |                   |                   |  |  | Du 27 avril au 7 mai | Du 27 avril au 7 mai | Du 27 avril au 7 mai | Du 27 avril au 7 mai |
|  |                       |                             | Olympiques de Hull          | Olympiques de Hull          | 2                     | 2                     |                   |                   |                   |                   |  |  | Du 27 avril au 7 mai | Du 27 avril au 7 mai | Du 27 avril au 7 mai | Du 27 avril au 7 mai |
|  | L2                    | Tigres de Victoriaville     | Olympiques de Hull          | Olympiques de Hull          | 2                     | 2                     | 2                 | 2                 |                   |                   |  |  | Du 27 avril au 7 mai | Du 27 avril au 7 mai | Du 27 avril au 7 mai | Du 27 avril au 7 mai |
|  | L2                    | Tigres de Victoriaville     | Du 9 au 18 avril            |                             |                       |                       | 2                 | 2                 |                   |                   |  |  | Du 27 avril au 7 mai | Du 27 avril au 7 mai | Du 27 avril au 7 mai | Du 27 avril au 7 mai |
|  | L4                    | Voltigeurs de Drummondville | 4                           | 4                           |                       |                       |                   |                   |                   |                   |  |  | Du 27 avril au 7 mai | Du 27 avril au 7 mai | Du 27 avril au 7 mai | Du 27 avril au 7 mai |
|  | L4                    | Voltigeurs de Drummondville | 4                           | 4                           | Faucons de Sherbrooke | Faucons de Sherbrooke | 1                 | 1                 |                   |                   |  |  |                      |                      |                      |                      |
|  | Du 26 mars au 2 avril |                             |                             |                             | Faucons de Sherbrooke | Faucons de Sherbrooke | 1                 | 1                 |                   |                   |  |  |                      |                      |                      |                      |
|  |                       |                             | Titan de Laval              | Titan de Laval              | 4                     | 4                     |                   |                   |                   |                   |  |  |                      |                      |                      |                      |
|  | D1                    | Titan de Laval              | Titan de Laval              | Titan de Laval              | 4                     | 4                     | 4                 | 4                 |                   |                   |  |  |                      |                      |                      |                      |
|  | D1                    | Titan de Laval              |                             |                             |                       |                       |                   |                   |                   |                   |  |  |                      |                      |                      |                      |
|  | D4                    | Collège français de Verdun  | 0                           | 0                           |                       |                       |                   |                   |                   |                   |  |  |                      |                      |                      |                      |
|  | D4                    | Collège français de Verdun  | 0                           | 0                           | Titan de Laval        | Titan de Laval        | 4                 | 4                 |                   |                   |  |  |                      |                      |                      |                      |
|  | Du 29 mars au 4 avril |                             |                             |                             | Titan de Laval        | Titan de Laval        | 4                 | 4                 |                   |                   |  |  |                      |                      |                      |                      |
|  |                       |                             | Voltigeurs de Drummondville | Voltigeurs de Drummondville | 0                     | 0                     |                   |                   |                   |                   |  |  |                      |                      |                      |                      |
|  | D2                    | Olympiques de Hull          | Voltigeurs de Drummondville | Voltigeurs de Drummondville | 0                     | 0                     | 4                 | 4                 |                   |                   |  |  |                      |                      |                      |                      |
|  | D2                    | Olympiques de Hull          |                             |                             |                       |                       |                   | 4                 |                   |                   |  |  |                      |                      |                      |                      |
|  | D3                    | Lynx de Saint-Jean          | 0                           | 0                           |                       |                       |                   |                   |                   |                   |  |  |                      |                      |                      |                      |
|  | D3                    | Lynx de Saint-Jean          | 0                           | 0                           |                       |                       |                   |                   |                   |                   |  |  |                      |                      |                      |                      |
|  |                       |                             |                             |                             |                       |                       |                   |                   |                   |                   |  |  |                      |                      |                      |                      |

## Équipes d'étoiles
La ligue sélectionne trois équipes d'étoiles dont une pour les recrues.

### Première équipe
- Gardien de but : Jocelyn Thibault, Faucons de Sherbrooke
- Défenseur gauche : Benoit Larose, Titan de Laval
- Défenseur droit : Stéphane Julien, Faucons de Sherbrooke
- Ailier gauche : René Corbet, Voltigeurs de Drummondville
- Centre : Alexandre Daigle, Tigres de Victoriaville
- Ailier droit : Martin Lapointe, Titan de Laval
- Entraîneur : Guy Chouinard, Faucons de Sherbrooke

### Deuxième équipe
- Gardien de but : Philippe DeRouville, Collège français de Verdun
- Défenseur gauche : Steve Gosselin, Saguenéens de Chicoutimi
- Défenseur droit : Yan Arsenault, Collège français de Verdun
- Ailier gauche : Michel Saint-Jacques, Saguenéens de Chicoutimi
- Centre : Ian Laperrière, Voltigeurs de Drummondville
- Ailier droit : Martin Gendron, Laser de Saint-Hyacinthe
- Entraîneur : Robert Hartley, Titan de Laval

### Équipe des recrues
- Gardien de but : Stéphane Routhier, Voltigeurs de Drummondville
- Défenseur gauche : Sébastien Bety, Voltigeurs de Drummondville
- Défenseur droit : Christian Laflamme, Collège français de Verdun
- Ailier gauche : Jean-Yves Leroux, Harfangs de Beauport
- Centre : Steve Brûlé, Lynx de Saint-Jean
- Ailier droit : Christian Matte, Bisons de Granby
- Entraîneur : Alain Rajotte, Collège français de Verdun

## Trophées
Trois récompenses collectives et dix-neuf individuelles sont décernées.

### Récompenses collectives
- Coupe du président (champions des séries éliminatoires) : Titan de Laval
- Trophée Jean-Rougeau (champions de la saison régulière) : Faucons de Sherbrooke
- Trophée Robert-Lebel (meilleure moyenne de buts encaissés) : Faucons de Sherbrooke

### Récompenses individuelles
- Trophée Jean-Béliveau (meilleur pointeur) : René Corbet, Voltigeurs de Drummondville
- Trophée Jacques-Plante (meilleure moyenne de buts encaissés) : Jocelyn Thibault, Faucons de Sherbrooke
- Trophée Michel-Bergeron (meilleure recrue offensive) : Steve Brûlé, Lynx de Saint-Jean
- Trophée Frank-J.-Selke (joueur le plus gentilhomme) : Martin Gendron, Laser de Saint-Hyacinthe
- Trophée Michel-Brière (meilleur joueur) : Jocelyn Thibault, Faucons de Sherbrooke
- Trophée Émile-Bouchard (meilleur défenseur) : Benoit Larose, Titan de Laval
- Trophée Guy-Lafleur (meilleur joueur des séries éliminatoires) : Emmanuel Fernandez, Titan de Laval
- Trophée Michael-Bossy (meilleur espoir) : Alexandre Daigle, Tigres de Victoriaville
- Trophée Raymond-Lagacé (meilleure recrue défensive) : Stéphane Routhier, Voltigeurs de Drummondville
- Trophée Marcel-Robert (meilleur étudiant) : Jocelyn Thibault, Faucons de Sherbrooke
- Trophée Paul-Dumont (personnalité de l'année) : Martin Lapointe, Titan de Laval
- Trophée John-Horman (administrateur de l'année) : Georges Marien, Lynx de Saint-Jean
- Coupe Telus - Offensif (meilleur joueur offensif de l'année) : René Corbet, Voltigeurs de Drummondville
- Coupe Telus - Défensif (meilleur joueur défensif de l'année) : Jocelyn Thibault, Faucons de Sherbrooke
- Plaque Transamerica (meilleur différentiel plus/moins) : Claude Savoie, Tigres de Victoriaville
- Plaque du Groupe Saint-Clair (meilleur directeur marketing) : Stéphane Tousignant, Voltigeurs de Drummondville
- Coupe Molson (meilleure recrue) : Ian Laperrière, Voltigeurs de Drummondville et Martin Lapointe, Titan de Laval
- Trophée Ron-Lapointe (meilleur entraîneur) : Guy Chouinard, Faucons de Sherbrooke
- Plaque Karcher (plus grande implication dans la communauté) : Jean Nadeau, Cataractes de Shawinigan